# Сланцева текстура

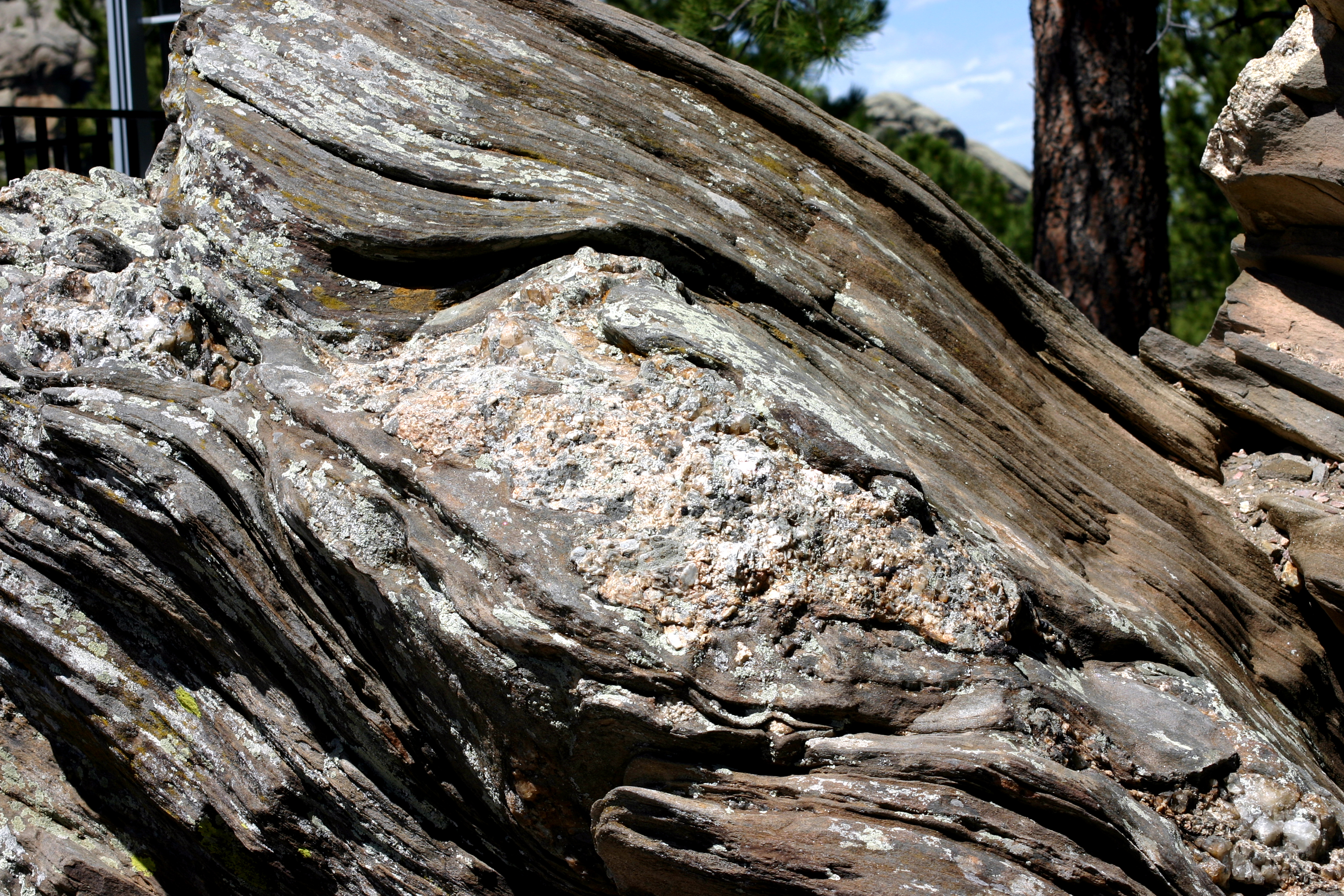
Текстура сланцю.

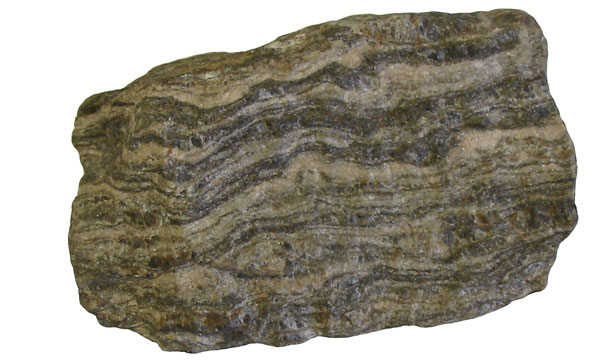
Сланцева текстура гнейсу.

Сланцева текстура (рос. сланцевая текстура, англ. schistose structure, shaly structure; нім. schiefrige Textur f) — текстура, яка характеризується орієнтованим розташуванням мінералів, що складають гірську породу. Сланцева текстура характерна, наприклад, для ґнейсів.

## Різновиди сланцевої текстури
- За чіткістю виявлення розрізняють досконалі та недосконалі сланцеві текстури.
- За відстанню між площинами — грубо- та тонкосланцеві.